# Metro Rejo
Metro Rejo is een bestuurslaag in het regentschap Ogan Komering Ulu van de provincie Zuid-Sumatra, Indonesië. Metro Rejo telt 850 inwoners (volkstelling 2010).